# Autoroute A352 (France)
Pour les articles homonymes, voir A352.
L'autoroute A352 relie l'A35 au sud de Dorlisheim et à la vallée de la Bruche.

## Caractéristiques
Elle se sépare de l'A35 à hauteur de Duttlenheim puis file vers l'ouest pour atteindre le Piémont des Vosges et Dorlisheim. Elle se prolonge par l'ancienne RN 420 devenue, depuis le transfert de certaines routes nationales aux départements, RD 1420 et qui mène à Schirmeck et Saint-Dié-des-Vosges par la vallée de la Bruche.
À cette même extrémité, démarre vers le sud la RD 500 (à 2 × 2 voies) qui rejoint, à hauteur de Niedernai, la branche dite VRPV (Voie Rapide du Piémont des Vosges) de l'A35 en direction de Colmar.

## Gestion
De 2006 à 2021, l'autoroute A352 était gérée par la DIR Est. Depuis 2021, la Collectivité européenne d'Alsace assure la gestion de l'autoroute.

## Son parcours
- Échangeur entre A35, A352 et A355
- 11a à 10 km : ville desservie Molsheim, Dorlisheim
- 11b à 10 km : Vers la D500 menant à Obernai, Bischoffsheim, Rosheim et l'A35 (vers Colmar)
- Échangeur entre D 420, D 500 et A352